# Provincia de Ituri
Ituri es una de las veintiséis provincias de la República Democrática del Congo. Es una de las nuevas divisiones políticas en que el país fue dividido de acuerdo con la Constitución de 2005. Su capital es la ciudad de Bunia.

## Geografía

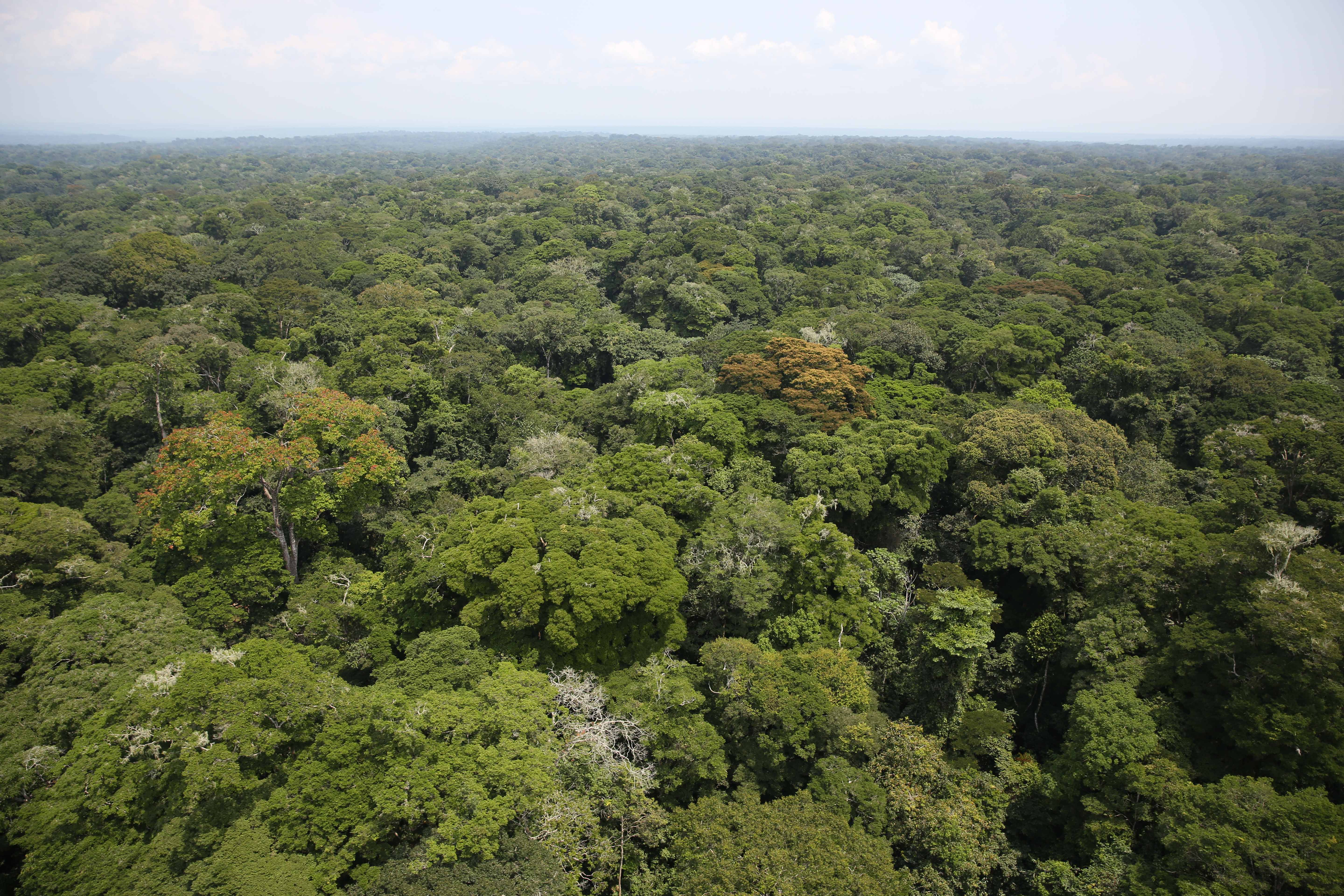
Bosque de Ituri.

La selva tropical de Ituri se encuentra en esta área. Se encuentra al noreste del río Ituri y en el lado occidental del lago Alberto. Tiene fronteras con Uganda y Sudán del Sur. Sus cinco territorios administrativos son:
- Aru (6.740 km²)
- Djugu (8.184 km²)
- Irumu (8.730 km²)
- Mahagi (5.221 km²)
- Mambasa (36.783 km²)

Ituri es una región de alta meseta (2000–5000 metros) que tiene un gran bosque tropical pero también paisaje de la sabana. La provincia tiene una fauna rara, incluido el okapi, el animal nacional del Congo. En cuanto a la flora, una especie importante es el mangongo, cuyas hojas son utilizadas por los mbuti para construir sus hogares.

## Historia
Ituri, conocida antes como Kibali-Ituri, fue una provincia de la RDC entre 1962 y 1966. Antes de la adopción de la constitución de 2006 de la República Democrática del Congo, el estatus legal de Ituri era un tema de controversia. En junio de 1999, James Kazini, el comandante de las fuerzas del Fuerza para la Defensa del Pueblo de Uganda (UPDF) en la RDC, haciendo caso omiso de las protestas procedentes del Reagrupamiento Congoleño para la Democracia (RCD-K), creó una nueva provincia, llamada Ituri, dentro de la región de Oriente, y designó a un miembro de la etnia hema como nuevo gobernador. Este hecho aparentemente convenció a los lendu de que Uganda y el RCD-K respaldaban a los hemas, con lo que se originó la violencia entre los dos grupos. El UPDF hizo poco para parar la oleada de violencia, e incluso en ocasiones ayudó a los hema. Sin embargo, y a pesar de que la lucha se intensificaba, el UPDF continuó entrenando tanto a hemas como a lendus. Algunas fuentes indican que los lendu que asistían a estos entrenamientos militares se negaron a unirse al RCD-K y formaron sus propias milicias étnicas.